# 別嬪小姐
《別嬪小姐》（日語：べっぴんさん）為NHK的第95部晨間劇，於2016年10月3日至2017年4月1日播出，由芳根京子主演。

## 企劃與製作
原文標題的漢字寫作「別嬪」，在日文中為「美女、美人」之意。故事以昭和時期的神戶及大阪為舞台，描述女主角「阿堇」在戰後百廢待舉的環境下，創立童裝公司的詳細歷程。
該劇主角的角色原型為日本服裝品牌「Familiar」創辦人坂野惇子（婚前姓佐佐木，1918年4月11日－2005年9月24日）。擔任該劇編劇的劇作家渡邊千穗在製作發表會時正值懷孕期，「因為想要了解女主角內心真正的想法」，因而決定接下劇本的創作工作。第1個孩子已於2016年1月出生。
女主角於2016年1月至2月的徵選會中選出最終人選，稍後於4月6日宣布由芳根京子出線，其他演員人選則在5月16日公布，5月25日於神戶北野異人館街正式開鏡。6月30日正式宣布由清川麻美負責本片海報及片頭影像的設計及製作。
本劇時代設定為1934年（昭和9年）至1984年（昭和59年）。

## 劇情概要
時間是1945年的神戶，坂東堇（芳根京子 飾）站在山丘上，俯瞰著一夕之間受空襲而化為焦土的故鄉，默默地掉下了眼淚。她的另外三個朋友也是望著這殘破的景象，心中不知所措。然而她們並沒有想到24年後，她們合力所創立的童裝公司正慶祝著20周年紀念。此時的阿堇回想起幼年時過世的母親（菅野美穗 飾），母親希望她像一枚四葉幸運草，抱持「勇氣、愛情、信賴、希望」的精神，堅強的活下去。這是一個擁有強韌內心的女子，與志同道合的朋友們共同追逐夢想的創業故事……。

## 拍攝地點
兵庫縣神戶市
舊乾邸：毀於大火之前的神戶坂東家門前
神港大樓：坂東營業部大門口
神戶女學院大學：小櫻就讀的高中「榮心女學院」
月世界俱樂部：夜店「青月」
神戶時尚廣場：1970年世界博覽會會場
相樂園會館：KADOSHO社長室，東京飯店大廳，“男性裝著講座”會場
兵庫縣淡路市、南淡路市
佐野地區（淡路市）、長富地區（淡路市）、國營明石海峽公園（淡路市）、都美人釀酒場（南淡路市）
兵庫縣西宮市
神戶女學院大學：櫻就讀的高中「榮心女學院」
愛知縣名古屋市
丸茂纖維公司：「綺莉絲（Kiaris）」的纖維承製工廠（實際為「Familiar」的纖維承製廠商）
大阪府大阪市
纖維輸出會館：搬遷後的「綺莉絲」位於三宮的大樓所在地。
拍攝地點照片

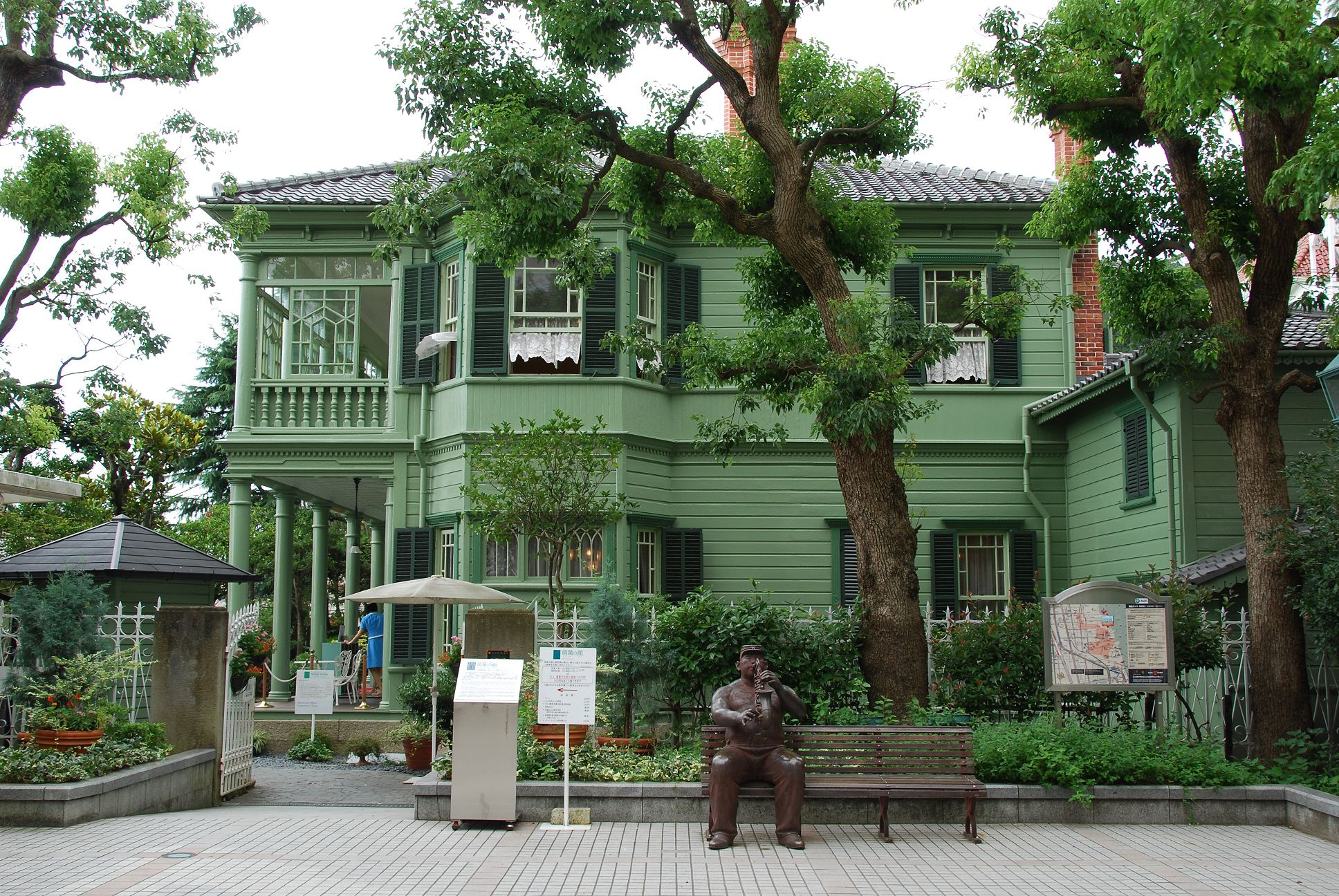
兵庫縣神戶市萌黃之館（百合的好友克莉絲汀娜的住宅）
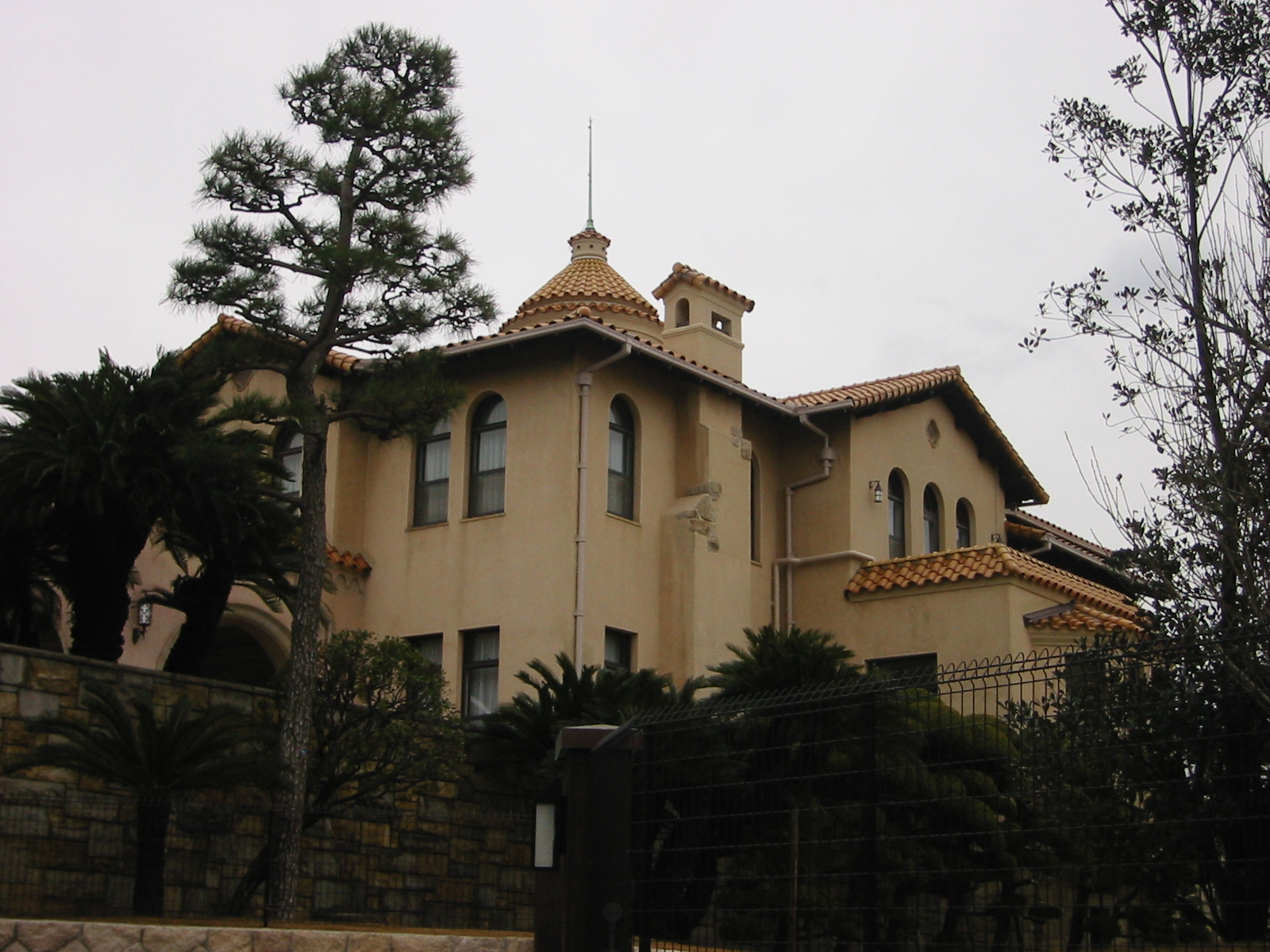
兵庫縣神戶市詹姆斯山／詹姆斯自宅（毀於大火之前的坂東家自宅）
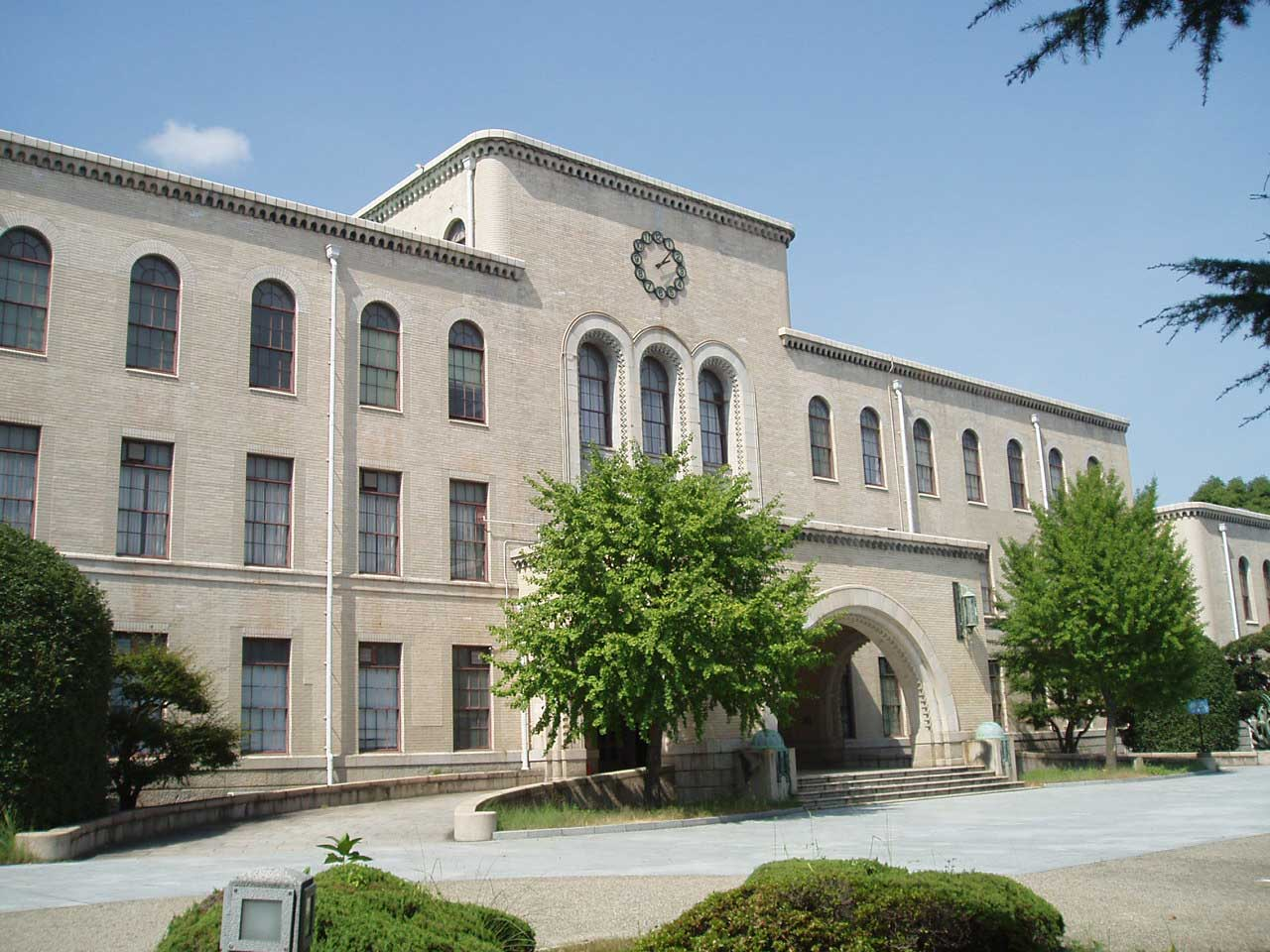
兵庫縣神戶市神戶大學（阿堇幼少時期的神戶街道；明美任職的醫院）
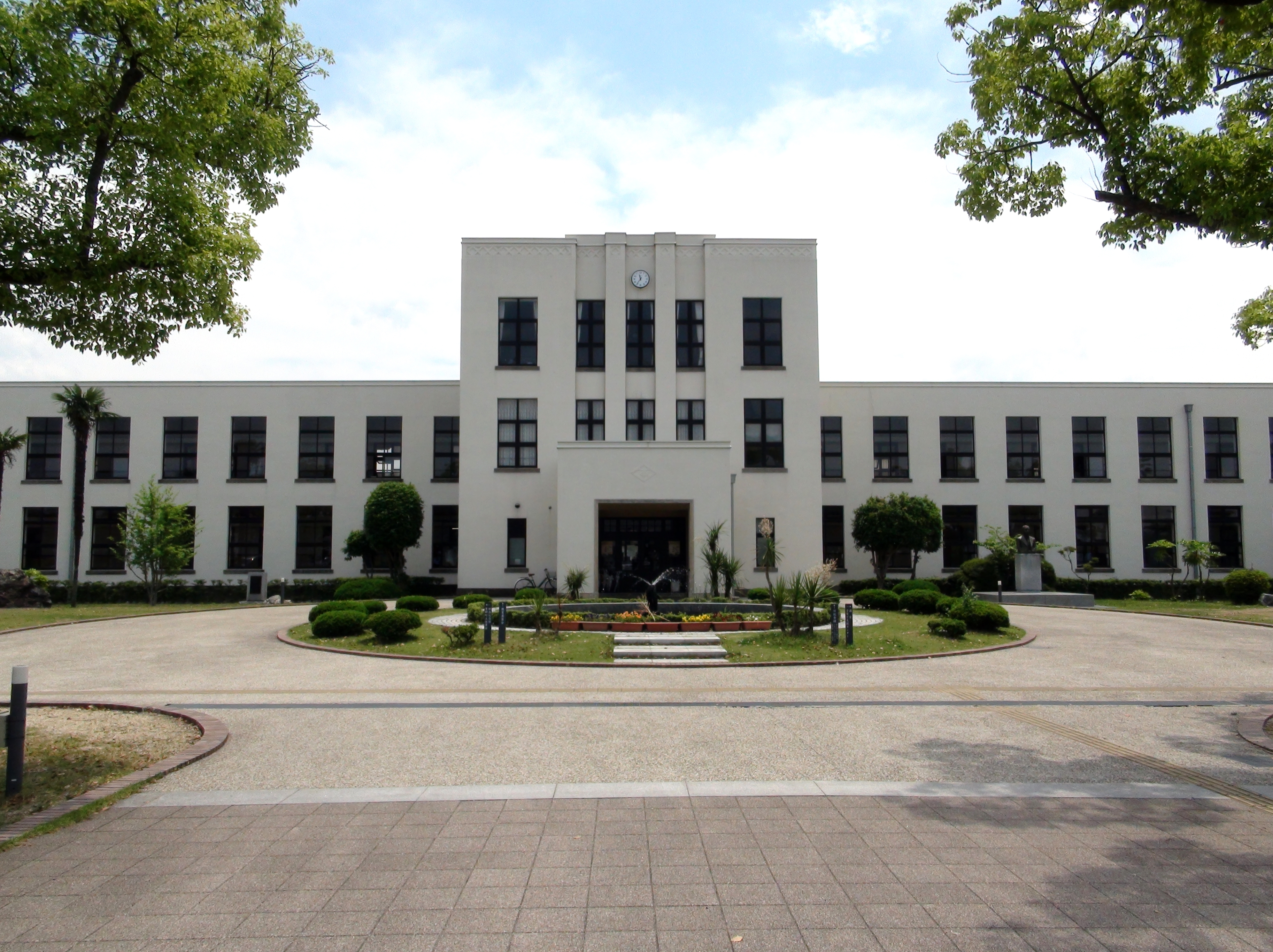
兵庫縣犬上郡豐鄉町舊豐鄉町立豐鄉小學校校舎群（阿堇就讀的女學校）
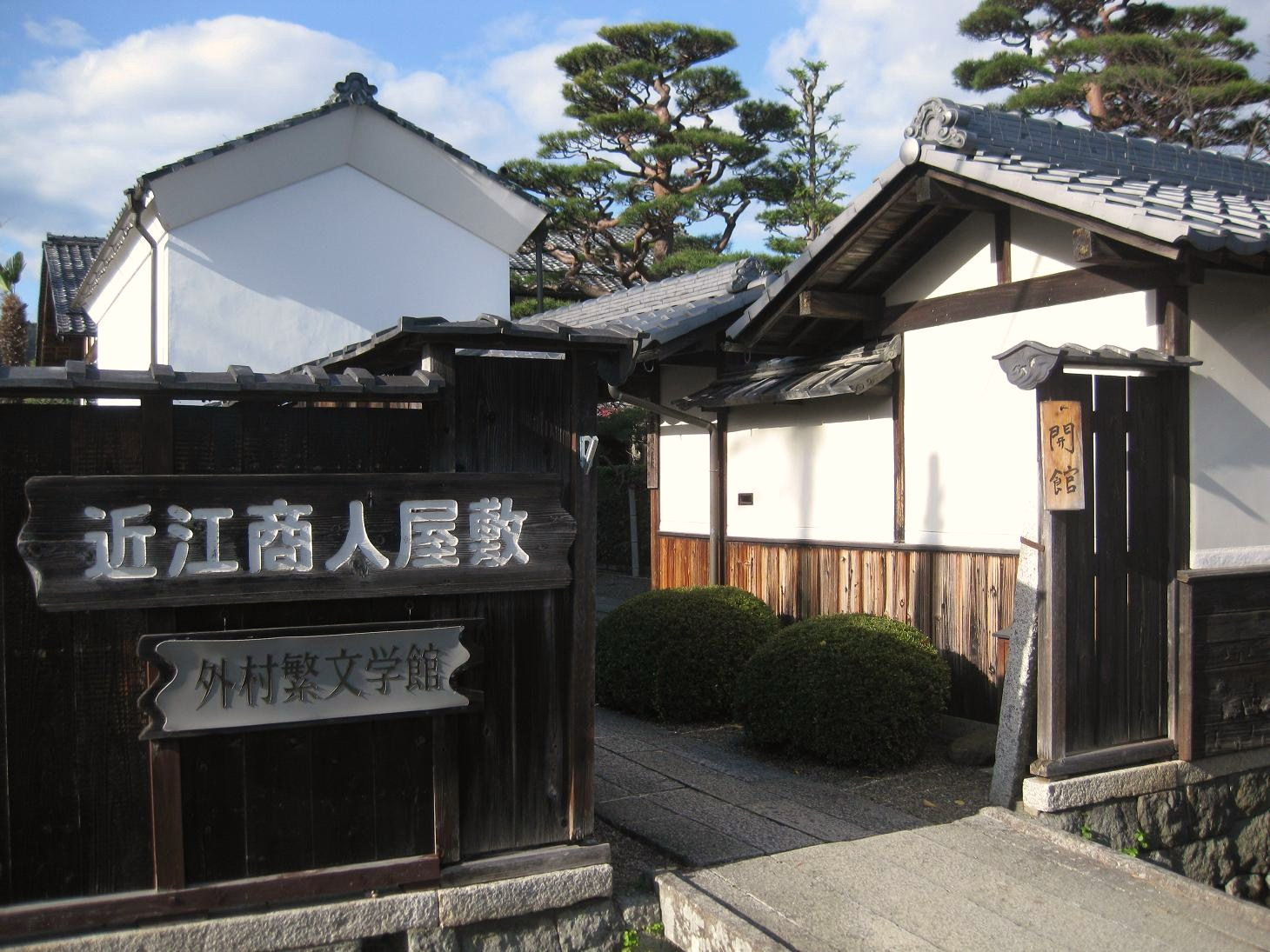
滋賀縣東近江市五個莊近江商人的住所 外村繁之家（五十八位於近江的老家）
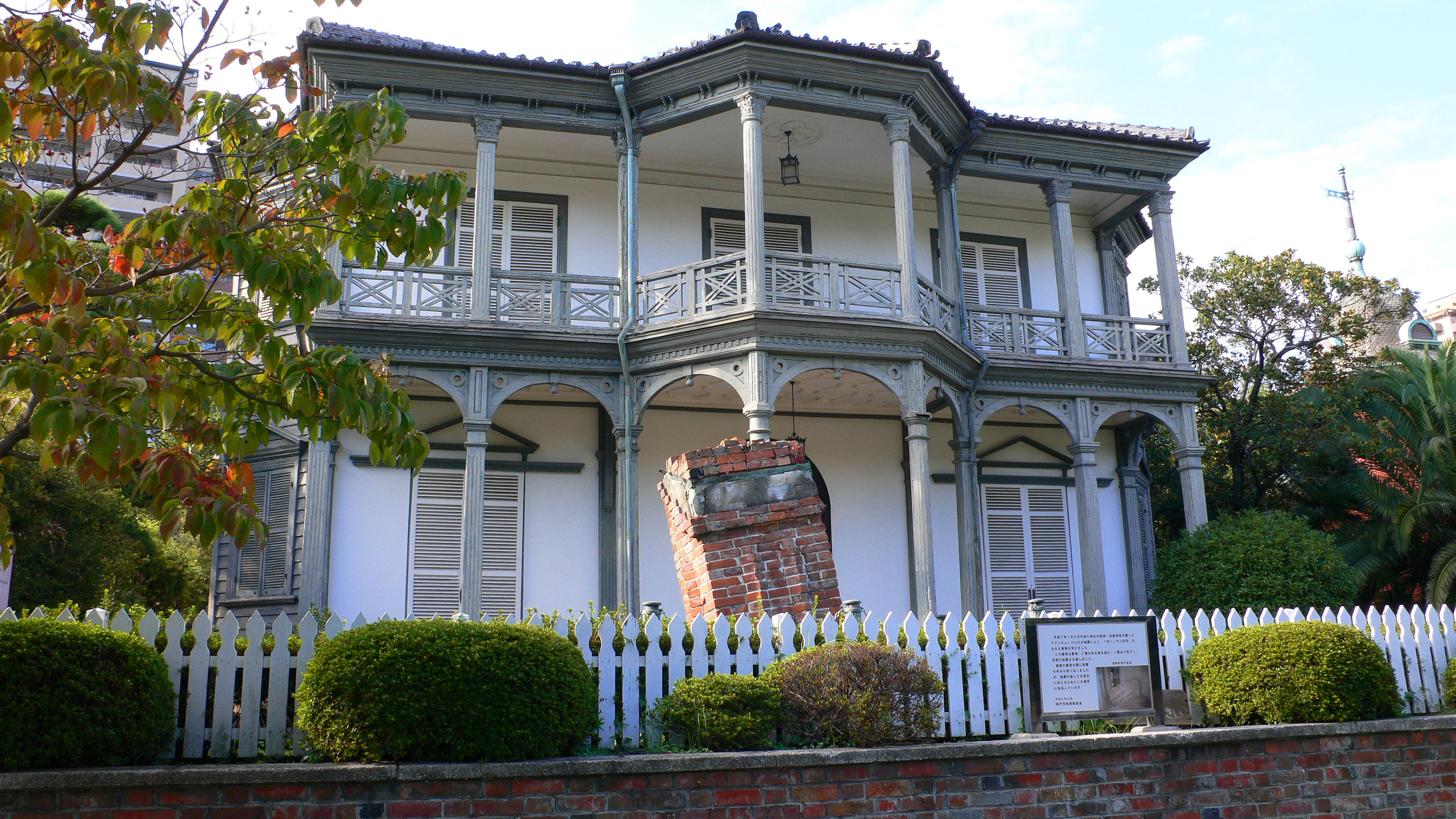
兵庫縣神戶市舊哈薩姆自宅（麥奎格夫妻的住宅）
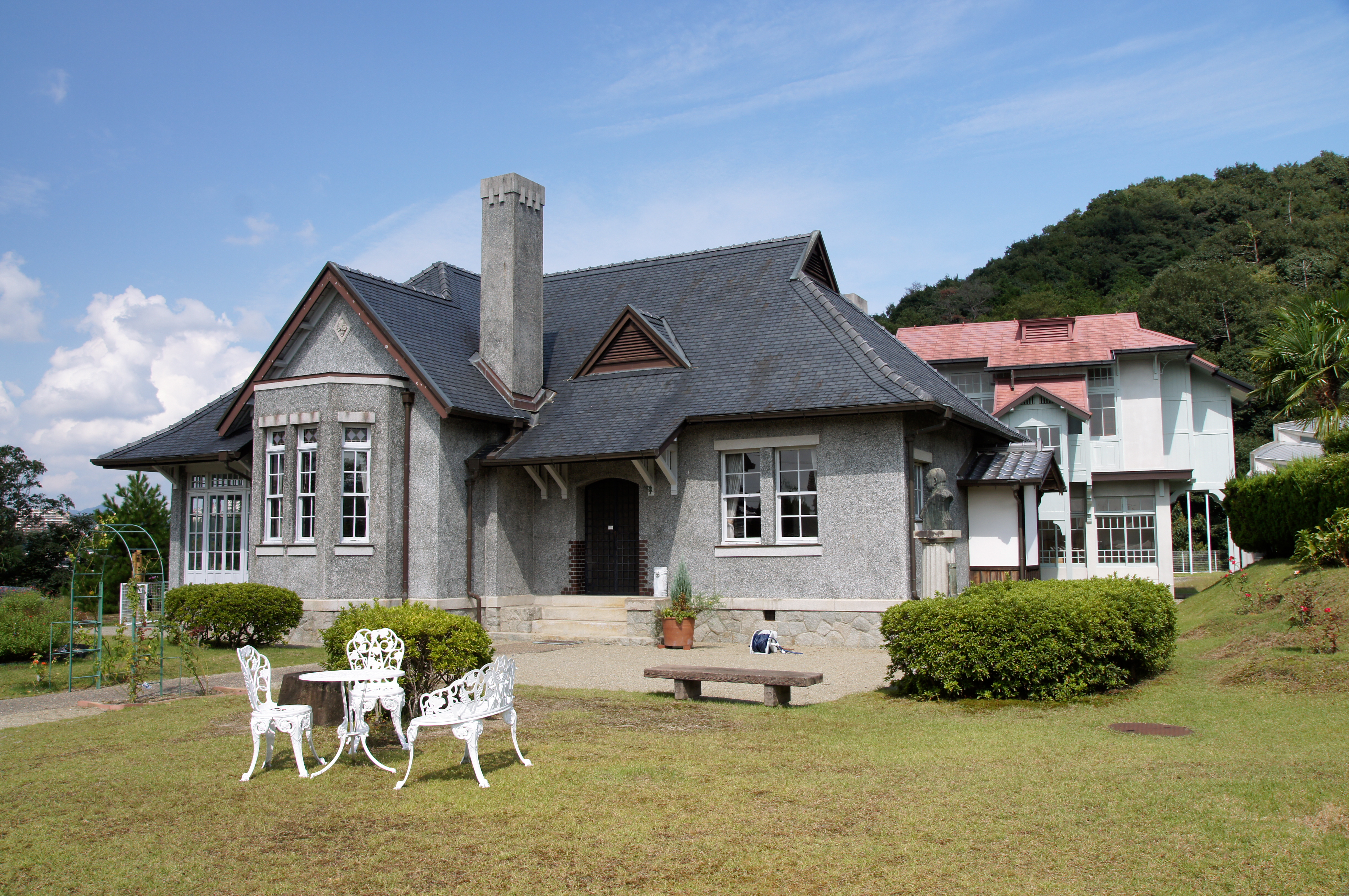
兵庫縣川西市平賀家住宅（現為川西市鄉土館，村田家住宅）
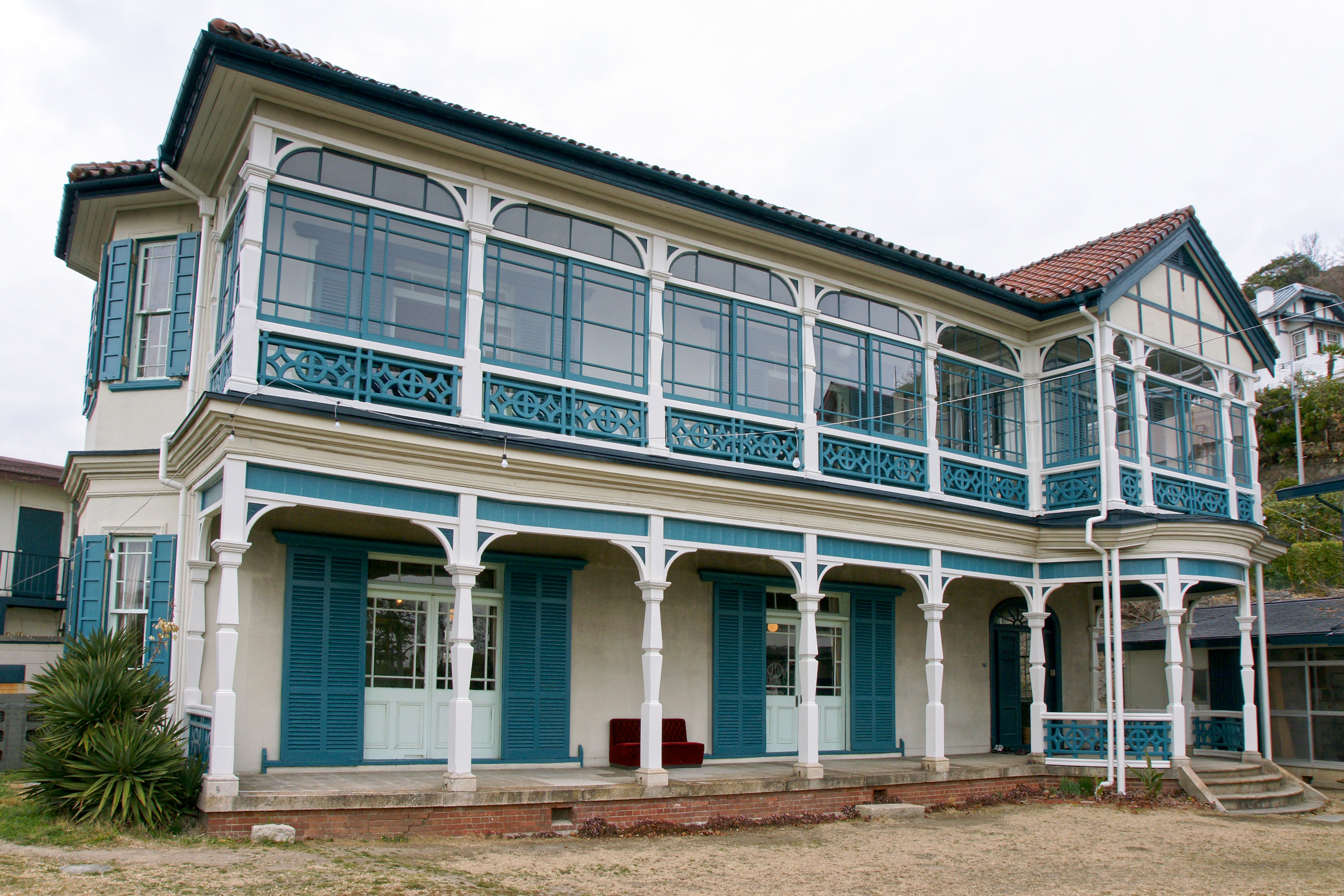
兵庫縣神戶市舊古根漢自宅（小櫻就讀的幼兒園）

## 登場人物

### 主角
- 坂東堇（坂東すみれ）：芳根京子（幼少時期：渡邊木實（日语：渡邉このみ））（香港配音：凌晞）（台灣配音：詹雅菁）

本劇主角。

### 神戶的人們

#### 神戶・坂東家
- 坂東五十八：生瀨勝久（香港配音：李錦綸）（台灣配音：吳文民）

阿堇的父親。角色原型為佐佐木八十八。
- 坂東花（坂東はな）／旁白：菅野美穗（香港配音：劉惠雲）（台灣配音：傅暐霖）

阿堇的母親，1934年因病過世。角色原型為佐佐木倆子。
- 坂東百合（坂東ゆり）→野上百合：蓮佛美沙子（幼少時期：內田彩花）（香港配音：黃昕瑜）（台灣配音：傅其慧）

阿堇年長3歲的姐姐。角色原型為佐佐木智惠子。
- 坂東櫻（坂東さくら）→村田櫻：井頭愛海（嬰兒時期：乾沙蘭、2歲：河上咲櫻、4歲：粟野咲莉（日语：粟野咲莉））（香港配音：成瑤孆）（台灣配音：傅暐霖）

阿堇的女兒，百合的姪女。角色原型為坂野光子。
- 井口忠一郎：曽我廼家文童（日语：曽我廼家文童）（香港配音：盧國權）（台灣配音：宋克軍）

坂東家的管家。
- 佐藤喜代：宮田圭子（日语：宮田圭子）（香港配音：林丹鳳）（台灣配音：林慕青）

坂東家的侍女。

#### 野上家
- 野上潔：高良健吾（少年：大八木凱斗）（香港配音：關令翹、黃積權（少年））（台灣配音：鍾少庭）

阿堇的青梅竹馬，比阿堇大8歲。百合的丈夫。角色原型為尾上清。
- 野上正藏：名倉潤（香港配音：劉昭文）（台灣配音：張立昂）

阿潔的父親。角色原型為尾上設藏。
- 野上八重：川瀨真理

阿潔的母親。
- 野上正太：吉田陽登（台灣配音：詹雅菁）

百合與阿潔的兒子。

#### 田中家
- 田中紀夫→坂東紀夫：永山絢斗（幼少時期：玉山詩）（香港配音：陳耀楠、陳琴雲（童年））

阿堇的丈夫。入贅坂東家。角色原型為坂野通夫。
- 田中五郎：堀内正美（日语：堀内正美）（香港配音：張炳強）

紀夫的父親。貴族院議員。角色原型為坂野兼通。
- 田中富美：押谷香（日语：押谷かおり）（香港配音：黃麗芳）

紀夫的母親。

#### 「麻屋嬰兒用品店」→童裝店「綺莉絲（Kiaris）」的人們
- 小野明美→岩佐明美：谷村美月（幼少時期：坪內花菜）（香港配音：張頌欣）（台灣配音：傅暐霖）

侍女阿松的女兒，比阿堇大1歲。角色原型為大瀨久子。
- 多田良子→小澤良子：百田夏菜子（香港配音：羅孔柔）

阿堇在女學校的同學。角色原型為田村江津子（田村江つ子，原名田村枝津子，婚前姓榎並）。
- 田坂君枝→村田君枝：土村芳（香港配音：魏惠娥）

阿堇在女學校的同學。角色原型為村井美代子（村井ミヨ子，婚前姓中井）。
- 足立武：中島廣稀（日语：中島広稀）（香港配音：陳成港）（台灣配音：鍾少庭）

「綺莉絲」的店員→開發宣傳部部長。
- 高西悅子→小山悅子：瀧裕可里（日语：滝裕可里）（香港配音：詹健兒）

阿堇在女學校的同學。
- 富士子：島居香奈

悅子女學校時期的好友。在「綺莉絲」於大急百貨公司的10天限定分店裡擔任銷售人員。
- 順子：小林嵯梨（日语：小林さり）

悅子女學校時期的好友。在「綺莉絲」於大急百貨公司的10天限定分店裡擔任銷售人員。
- 西城一朗：永瀨匡（香港配音：張裕東）

「綺莉絲」的店員，後來辭職。
- 中西直政：森優作（日语：森優作）（香港配音：巫哲棋）

「綺莉絲」的店員→人事部部長。
- 寺田明日香：大西礼芳（日语：大西礼芳）（香港配音：曾佩儀）

「綺莉絲」開發宣傳部的職員。
- 佐藤久美子→中西久美子：吳城久美

「綺莉絲」開發宣傳部的職員。
- 島野直子：青山夕夏

「綺莉絲」開發宣傳部的職員。
- 阿部靖夫：上川周作（日语：上川周作）（香港配音：林筠翔）

「綺莉絲」的店員。

#### 「綺莉絲」職員的家人們
- 小澤勝二：田中要次（日语：田中要次）（香港配音：劉昭文）

良子的丈夫，比良子大15歲。角色原型為田村寬次郎。
- 小澤龍一：森永悠希（幼兒時期：森本凜、4歲：原知輝）（香港配音：李凱傑）

良子的兒子。
- 村田昭一：平岡祐太（香港配音：李致林）

君枝的丈夫。角色原型為村井完一。
- 村田琴子：石野陽子（香港配音：謝潔貞）

昭一的母親。
- 村田健太郎：古川雄輝（幼兒時期：池田橙哉、4歲：南岐佐）（香港配音：陳灝瑋）（台灣配音：鍾少庭）

君枝的兒子，小櫻的丈夫。角色原型為岡崎晴彥。
「綺莉絲」開發宣傳部的職員。
- 村田藍：渡邊木實（日语：渡邉このみ）

小櫻的女兒，阿堇的孫女。
- 高西彌生→小山彌生：白石優愛（童年：平尾菜菜花（日语：平尾菜々花））

悅子與前夫所生的女兒。
- 足立民子（足立たみ子）：鎮西壽壽歌（日语：鎮西寿々歌）

武的妻子。與武同樣為大分縣耶馬溪出身。
- 小野松（小野マツ）：中島博子（日语：中島ひろ子）（香港配音：伍秀霞）

坂東家的侍女，明美的母親。

#### 港町商店街的人們
- 麻田茂男：市村正親（香港配音：朱子聰）

鞋店「麻屋」的老闆。角色原型為元田蓮。
- 浮島時久：中川浩三（日语：中川浩三） （香港配音：馮志輝）

鐘錶店的老闆。時子的父親。
- 浮島時子：畦田瞳（日语：畦田ひとみ）

鐘錶店老闆的女兒。丈夫在大戰時戰死。
- 服部綾子：前田千咲

麵包店老闆的女兒。
- 岩波文：村崎真彩

古書店老闆的女兒。
- 二鳥千代子：安部洋花

家具店老闆的女兒。

#### 爵士飲茶店「Yosoro」
- 大村鈴（大村すず）：江波杏子（香港配音：蔡惠萍）

爵士飲茶店「Yosoro」的女主人。
- 河合二郎：林遣都（香港配音：鍾見麟）

爵士飲茶店「Yosoro」的鼓手。
- 山本五月→河合五月：久保田紗友（香港配音：葉曉欣）

爵士飲茶店「Yosoro」的店員。

#### 神戶的其他人們
- 克莉絲汀娜（クリスティーナ，Christina）：愛南達（Ananda）（香港配音：吳羨婷）

百合的朋友。英裔德國人。
- 約翰・麥奎格（ジョン・マクレガー，John McGregor）：唐·強森（Don Johnson）（香港配音：黃啟昌）

日本報社的口譯人員。至阿堇經營的店中挑選給愛妻艾美的禮物。
- 艾美・麥奎格（エイミー・マクレガー，Amy McGregor）：夏綠蒂·凱特·福斯（Charlotte Kate Fox）（香港配音：何璐怡）

約翰的妻子。隨丈夫赴日本時已懷有身孕，因舟車勞頓身體微恙，現正於日本的住所休養中。
- 蘭迪上校（ランディ大佐，Colonel Randy）：布雷克·克勞佛（Blake Crawford）

住在已由美軍接收的村田家的軍人。與好友在阿堇經營的嬰兒用品店購賣家庭派對所需的桌巾。
- 麗莎（リサ，Lisa）：蜜雪兒·塔克（Michelle Take）

蘭迪上校的妻子。
- 麗子：一繪（香港配音：曾秀清）

於童裝店「綺莉絲」的前身「麻屋嬰兒用品店」購買商品的第一位顧客。酒吧接待小姐。
- 美幸：星野真里（幼少時期：松田莓）（香港配音：鄭麗麗）

於童裝店「綺莉絲」的前身「麻屋嬰兒用品店」的櫥窗前觀看連身洋裝的少女。之後在阿堇的好意之下得到此件洋裝，參加小學的入學典禮。長大後成為一名保母。
- 光太郎：蘆屋小雁（日语：芦屋小雁）（香港配音：黃子敬）

美幸的祖父。兒子媳婦皆在戰時身亡，因而擔下照顧的美幸的重任。

### 近江的人們

#### 近江・坂東家
- 坂東德子（坂東トク子）：中村玉緒（香港配音：袁淑珍）

阿堇的祖母。
- 坂東長太郎：本田博太郎（日语：本田博太郎）（香港配音：潘文柏）

五十八的哥哥，阿堇的伯父。
- 坂東節子：山村紅葉（日语：山村紅葉）（香港配音：沈小蘭）

長太郎的妻子，阿堇的伯母。
- 坂東肇：松木賢三（香港配音：雷霆）（台灣配音：鍾少庭）

長太郎的兒子。
- 坂東靜子：三倉茉奈（香港配音：李潤知）

長太郎的媳婦。
- 坂東慶一：福士唯斗（幼少時期：溜大宙）

阿肇與靜子的兒子，長太郎與節子的孫子。

#### 近江的其他人們
- 石鍋：鍋島浩 （香港配音：招世亮）

布料業者。以手工製造洋裝用的薄麻布料。

### 大阪的人們
- 岩佐榮輔：松下優也（香港配音：李安邦）（台灣配音：張立昂）

阿潔的友人，明美的丈夫。角色原型為石津謙介。
- 長谷川：木內義一（日语：木内義一）（香港配音：陳廷軒→黃啟昌）
- 秋山：小堀正博（日语：小堀正博）（香港配音：周倚天）
- 笹井：中村凛太郎（香港配音：李震權）（台灣配音：鍾少庭）

以上三人為坂東營業部前員工。復員後於阿潔重新開設的坂東營業部就職。
- 根本：團時朗（香港配音：陳永信）

梅田的黑市總管。
- 玉井：土平友厚（日语：土平ドンペイ）（香港配音：葉振聲）

根本的小弟。
- 大島保：伊武雅刀（香港配音：譚炳文）

「大急百貨公司」的老闆。角色原型為清水雅。
- 大島乙子（大島いつ子）：前田美波里（香港配音：雷碧娜）

大島社長的妻子。在觀賞阿堇主辦的時裝秀後光顧「綺莉絲」，日後更成為「綺莉絲」的忠實顧客。
- 小山小太郎：田中博之（日语：夙川アトム）（香港配音：張方正）（台灣配音：鍾少庭）

「大急百貨公司」的店員。悅子的再婚對象。
- 青木：小松健悅

「大急百貨公司」的賣場承租者。
- 馬場：飯島順子（日语：飯島順子）

「大急百貨公司」的賣場承租者。
- 出口：村上和（日语：村上かず）

「大急百貨公司」的賣場承租者。

### 其他人物
- 中山照之：井上拓哉（日语：井上拓哉）（香港配音：鍾見麟）

復員士兵。於戰地移防時認識紀夫，為了將裁縫道具歸還給紀夫而專程拜訪阿堇。
- 武藤：蟷螂襲（日语：蟷螂襲）

受阿堇所託製作餐具的陶器工廠技工。
- 橋詰：佐川滿男（日语：佐川満男） （香港配音：黃子敬）

紡織工廠的員工。
- 長野和弘：杉森大祐（日语：杉森大祐） （香港配音：蘇強文）

紡織工廠的社長。
- 野中：土田英夫

來自東京，發掘河合二郎出道的星探。
- 古賀：堀内佑太

野中的同伴。
- 古門充信：西岡德馬（日语：西岡徳馬）（香港配音：林國雄）

東京的貿易公司「KADOSHO」的董事。看準大阪萬國博覽會所帶來的商機，特地來拜訪阿堇，希望能與 「綺莉絲」合作。
- 美代：片山友希（香港配音：何寶珊）

龍一的未婚妻。與在世界各地旅行的龍一相遇後，兩人在昭和45（1970）年一起回國，後來不知去向。
- 龜田實（亀田みのる）：上地雄輔（香港配音：陳欣）

攝影師。
- 春香：光永

昭和59（1984）年「Letitbe」的兼職內勤員工（20歲）。與龍一有婚約關係。

### 廣播劇演員
- 清水久留美（日语：清水くるみ）
- 橋本智

## 播出日程
| 週次                                                    | 集數     | 播出日期               | 日文標題 | 中文標題           | 導演     | 收視率 |
| ------------------------------------------------------- | -------- | ---------------------- | -------- | ------------------ | -------- | ------ |
| 1                                                       | 1－6     | 2016年10月3日－10月8日 |          | 富含感情的特別物品 | 梛川善郎 | 20.0%  |
| 2                                                       | 7－12    | 10月10日－10月15日     |          | 幸福的形狀         | 安達繩   | 19.8%  |
| 3                                                       | 13－18   | 10月17日－10月22日     |          | 無論如何向前行     | 梛川善郎 | 20.3%  |
| 4                                                       | 19－24   | 10月24日－10月29日     |          | 四葉幸運草         | 安達繩   | 20.1%  |
| 5                                                       | 25－30   | 10月31日－11月5日      |          | 父親的背影         | 新田真三 | 20.3%  |
| 6                                                       | 31－36   | 11月7日－11月12日      |          | 再次露出笑容       | 新田真三 | 20.8%  |
| 7                                                       | 37－42   | 11月14日－11月19日     |          | 未來               | 安達繩   | 21.0%  |
| 8                                                       | 43－48   | 11月21日－11月26日     |          | 停滯不前的手錶     | 梛川善郎 | 20.5%  |
| 9                                                       | 49－54   | 11月28日－12月3日      |          | 機會來了！         | 中野亮平 | 20.6%  |
| 10                                                      | 55－60   | 12月5日－12月10日      |          | 前往商業的聖地     | 安達繩   | 20.9%  |
| 11                                                      | 61－66   | 12月12日－12月17日     |          | 應該要做的事       | 梛川善郎 | 20.9%  |
| 12                                                      | 67－72   | 12月19日－12月24日     |          | 溫柔的贈禮         | 鈴木航   | 20.9%  |
| 13                                                      | 73－75   | 12月26日－12月28日     |          | 一如往常           | 新田真三 | 20.9%  |
| 14                                                      | 76－79   | 2017年1月4日－1月7日   |          | 新年新心願         | 新田真三 | 20.1%  |
| 15                                                      | 80－85   | 1月9日－1月14日        |          | 小櫻               | 梛川善郎 | 20.6%  |
| 16                                                      | 86－91   | 1月16日－1月21日       |          | 傳達不了的心       | 安達繩   | 21.1%  |
| 17                                                      | 92－97   | 1月23日－1月28日       |          | 通往明天的旅程     | 安達繩   | 21.0%  |
| 18                                                      | 98－103  | 1月30日－2月4日        |          | 該守護的東西       | 新田真三 | 20.6%  |
| 19                                                      | 104－109 | 2月6日－2月11日        |          | 希望               | 梛川善郎 | 20.3%  |
| 20                                                      | 110－115 | 2月13日－2月18日       |          | 啟程之時           | 梛川善郎 | 20.0%  |
| 21                                                      | 116－121 | 2月20日－2月25日       |          | 歡迎來到新世界     | 安達繩   | 20.1%  |
| 22                                                      | 122－127 | 2月27日－3月4日        |          | 母親的背影         | 梛川善郎 | 20.4%  |
| 23                                                      | 128－133 | 3月6日－3月11日        |          | 繼承愛的物品       | 新田真三 | 19.7%  |
| 24                                                      | 134－139 | 3月13日－3月18日       |          | 前往陽光照耀之地   | 中野亮平 | 19.7%  |
| 25                                                      | 140－145 | 3月20日－3月25日       |          | 時間的魔法         | 梛川善郎 | 19.0%  |
| 26                                                      | 146－151 | 3月27日－4月1日        |          | 常青               | 安達繩   | 19.6%  |
| 平均收視率20.3%（收視率由Video Research於關東地區統計） |          |                        |          |                    |          |        |

- 因日本新年假期之故，第13週及第14週分別僅有3集與4集。

## 製作團隊
- 編劇：渡邊千穗
- 音樂：世武裕子
- 主題曲：Mr.Children「光之畫室」[23]（TOY'S FACTORY）
- 旁白：菅野美穗
- 一週回顧與《別嬪小姐》5分鐘搶先看主持人：一柳亞矢子（NHK大阪放送局主播）
- 導演：梛川善郎、新田真三、安達繩、中野亮平、鈴木航
- 製作人：堀之内禮二郎
- 製作統籌：三鬼一希

## 片頭製作團隊
- 標題影像：清川麻美
- 動畫：久保亞美香
- 設計：谷口聖子

## 其他劇集

### 特別劇
特別劇「戀愛中的百貨公司」於2017年4月29日NHK BS Premium的19時－19時59分播出。

### 衍生廣播劇
衍生廣播劇「日式煎蛋聯盟」於2017年5月4日NHK廣播第1頻率的22時10分－50分播出。

### 衍生劇
別嬪小姐特別篇「難忘的逝去事物〜Yosoro的一天〜」於2017年5月6日NHK BS Premium的19時－19時59分播出，以本篇第15－20週登場的爵士咖啡廳「Yosoro」為主場景的單元劇（全劇共5集）。
1. 勝二和五月的可疑關係？
2. 節子挑戰謎案！
3. 綺莉絲的對手登場？！
4. 榮輔和小武對決！
5. 天國的那個人回來了…

## 獲獎
- 2016年雅芳女性年度獎（日语：エイボン女性年度賞） 藝術獎（NHK製作部戲劇節目部製作團隊）[24]

## 外部連結
- NHK官方網站（日語）
- 緯來日本台官方網站（页面存档备份，存于）（繁體中文）
- 無綫電視官方網站（页面存档备份，存于）（繁體中文）

| 日本 NHK 連續電視小說                    | 日本 NHK 連續電視小說                | 日本 NHK 連續電視小說 |
| ---------------------------------------- | ------------------------------------ | --------------------- |
|                                          | （2016年10月3日－2017年4月1日）      |                       |
| 大姊當家 （2016年4月4日－2016年10月1日） | 雛鳥 （2017年4月3日－2017年9月30日） |                       |

| 臺灣 緯來日本台 星期一至五 21:00 - 22:00    | 臺灣 緯來日本台 星期一至五 21:00 - 22:00 | 臺灣 緯來日本台 星期一至五 21:00 - 22:00 |
| ------------------------------------------- | ---------------------------------------- | ---------------------------------------- |
|                                             | （2017年4月24日－2017年7月4日）          |                                          |
| 東京妄想女子 （2017年4月10日－2017年4月21日） | 朝5晚9 （2017年7月5日－2017年7月18日）   |                                          |

| 香港 myTV SUPER 日劇台 星期六、日 15:30 - 16:30、18:30 - 19:30及21:30 - 22:30 · 4月15日連續播映四集 | 香港 myTV SUPER 日劇台 星期六、日 15:30 - 16:30、18:30 - 19:30及21:30 - 22:30 · 4月15日連續播映四集 | 香港 myTV SUPER 日劇台 星期六、日 15:30 - 16:30、18:30 - 19:30及21:30 - 22:30 · 4月15日連續播映四集                   |
| --------------------------------------------------------------------------------------------------- | --------------------------------------------------------------------------------------------------- | --- |
| | （2017年10月28日－2018年4月15日）                                                                   | |
| （2017年4月29日－2017年10月22日）                                                                   | 雛鳥 （2017年4月21日－2018年10月14日）                                                              | |
| 香港 無綫電視 J2 每日 18:00 - 18:30 · 11月24日起逢星期六、日 18:00 - 18:30                          | | |
| （2018年8月9日－2018年10月26日）                                                                    | （1-46集） （2018年8月9日－2018年11月18日） （47-151集） （2018年11月24日－2019年6月8日）           | （2018年11月19－2019年1月17日） （一至五18:00 - 19:00）笑天家 （2019年6月9日－2020年2月29日） （六、日18:00 - 18:30） |

| 臺灣 緯來綜合台 星期一至五 21:00 - 22:00 · 2月28日、4月2日、4月3日暫停播出 | 臺灣 緯來綜合台 星期一至五 21:00 - 22:00 · 2月28日、4月2日、4月3日暫停播出               | 臺灣 緯來綜合台 星期一至五 21:00 - 22:00 · 2月28日、4月2日、4月3日暫停播出 |
| -------------------------------------------------------------------------- | ---------------------------------------------------------------------------------------- | -------------------------------------------------------------------------- |
|                                                                            | （2020年1月30日－2020年4月13日）                                                         |                                                                            |
| 窗邊的小荳荳 （2020年1月8日－2020年1月22日）                               | 房仲女王 （2020年4月14日－2020年4月27日）房仲女王大逆襲 （2020年4月28日－2020年5月11日） |                                                                            |

| 臺灣 大愛電視 星期一至五 02:30 - 03:00 | 臺灣 大愛電視 星期一至五 02:30 - 03:00    | 臺灣 大愛電視 星期一至五 02:30 - 03:00 |
| -------------------------------------- | ----------------------------------------- | -------------------------------------- |
|                                        | （2022年4月21日－2022年8月4日）           |                                        |
| （2022年1月3日－2022年4月20日）        | 小梅醫師 （2022年8月5日－2022年11月22日） |                                        |